# 1995 v loďstvech
Tento článek obsahuje významné události v oblasti loďstev v roce 1995.

## Lodě vstoupivší do služby
- Leden –  Naresuan (421) – fregata třídy Naresuan

- 7. ledna –  HMS Victorious (S29) – raketonosná ponorka třídy Vanguard

- 26. ledna –  Kašima (TV-3508) – cvičná loď

- 11. února –  USS Boxer (LHD-4) – výsadková loď třídy Wasp

- 24. února –  USS Toledo (SSN-769) – ponorka třídy Los Angeles[1]

- 4. března –  Ťi-kuang (FFG-1105) – fregata třídy Čcheng-kung

- 15. března –  Aldébaran (M772) – minolovka třídy Antarès

- 18. března –  USS Laboon (DDG-58) – torpédoborec třídy Arleigh Burke[2]

- 28. dubna –  ORP Grom – raketový člun třídy Orkan[3]

- 20. května –  USS Gonzalez (DDG-66) – torpédoborec třídy Arleigh Burke[4]

- 27. května –  USS Paul Hamilton (DDG-60) – torpédoborec třídy Arleigh Burke[5]

- 22. června –  HMS Richmond (F239) – fregata Typu 23 Norfolk

- 17. července –  Tamoio ( S31) – ponorka třídy Tupi (typ 209)

- 22. července –  USS Ramage (DDG-61) – torpédoborec třídy Arleigh Burke[6]

- 29. července –  USS Maine (SSBN-741) – ponorka třídy Ohio[7]

- Říjen –  Taksin (422) – fregata třídy Naresuan

- 14. října –  USS Fitzgerald (DDG-62) – torpédoborec třídy Arleigh Burke[8]

- 9. září –  USS Tucson (SSN-770) – ponorka třídy Los Angeles[9]

- 9. října –  USS Columbia (SSN-771) – ponorka třídy Los Angeles[10]

- 21. října –  USS Stethem (DDG-63) – torpédoborec třídy Arleigh Burke[11]

- 9. prosince –  USS John C. Stennis (CVN-74) – letadlová loď třídy Nimitz